# ادگر (نبراسکا)
ادگر(به انگلیسی: Edgar) شهری در ایالت نبراسکا کشور ایالات متحده آمریکا است که جمعیت آن در سرشماری سال ۲۰۱۰ میلادی، ۴۹۸ نفر بوده‌است.